# La Chapelle-Naude
La Chapelle-Naude és un municipi francès, situat al departament de Saona i Loira i a la regió de Borgonya - Franc Comtat. L'any 2007 tenia 505 habitants.

## Demografia

### Població
El 2007 la població de fet de La Chapelle-Naude era de 505 persones. Hi havia 204 famílies, de les quals 47 eren unipersonals (16 homes vivint sols i 31 dones vivint soles), 86 parelles sense fills i 71 parelles amb fills.
La població ha evolucionat segons el següent gràfic:
Habitants censats

### Habitatges
El 2007 hi havia 250 habitatges, 209 eren l'habitatge principal de la família, 26 eren segones residències i 14 estaven desocupats. 236 eren cases i 13 eren apartaments. Dels 209 habitatges principals, 156 estaven ocupats pels seus propietaris, 48 estaven llogats i ocupats pels llogaters i 5 estaven cedits a títol gratuït; 2 tenien una cambra, 11 en tenien dues, 35 en tenien tres, 59 en tenien quatre i 102 en tenien cinc o més. 153 habitatges disposaven pel capbaix d'una plaça de pàrquing. A 90 habitatges hi havia un automòbil i a 106 n'hi havia dos o més.

### Piràmide de població
La piràmide de població per edats i sexe el 2009 era:
| Homes | Edats   | Dones |
| ----- | ------- | ----- |
| 0     | 95 o +  | 0     |
| 0     | 90 a 94 | 0     |
| 0     | 85 a 89 | 0     |
| 12    | 80 a 84 | 4     |
| 12    | 75 a 79 | 28    |
| 8     | 70 a 74 | 8     |
| 4     | 65 a 69 | 12    |
| 8     | 60 a 64 | 8     |
| 12    | 55 a 59 | 8     |
| 16    | 50 a 54 | 12    |
| 20    | 45 a 49 | 20    |
| 20    | 40 a 44 | 16    |
| 16    | 35 a 39 | 16    |
| 8     | 30 a 34 | 12    |
| 4     | 25 a 29 | 8     |
| 8     | 20 a 24 | 0     |
| 20    | 15 a 19 | 16    |
| 8     | 10 a 14 | 24    |
| 4     | 5 a 9   | 16    |
| 8     | 0 a 4   | 8     |

## Economia
El 2007 la població en edat de treballar era de 312 persones, 229 eren actives i 83 eren inactives. De les 229 persones actives 199 estaven ocupades (109 homes i 90 dones) i 30 estaven aturades (12 homes i 18 dones). De les 83 persones inactives 35 estaven jubilades, 14 estaven estudiant i 34 estaven classificades com a «altres inactius».

### Ingressos
El 2009 a La Chapelle-Naude hi havia 207 unitats fiscals que integraven 494 persones, la mediana anual d'ingressos fiscals per persona era de 15.754 €.

### Activitats econòmiques
Dels 16 establiments que hi havia el 2007, 1 era d'una empresa alimentària, 2 d'empreses de fabricació d'altres productes industrials, 6 d'empreses de construcció, 1 d'una empresa de comerç i reparació d'automòbils, 1 d'una empresa d'hostatgeria i restauració, 1 d'una empresa immobiliària, 1 d'una empresa de serveis, 1 d'una entitat de l'administració pública i 2 d'empreses classificades com a «altres activitats de serveis».
Dels 7 establiments de servei als particulars que hi havia el 2009, 1 era un taller de reparació d'automòbils i de material agrícola, 1 paleta, 1 guixaire pintor, 3 fusteries i 1 saló de bellesa.
L'únic establiment comercial que hi havia el 2009 era una fleca.
L'any 2000 a La Chapelle-Naude hi havia 21 explotacions agrícoles que ocupaven un total de 726 hectàrees.

## Equipaments sanitaris i escolars
El 2009 hi havia una escola elemental integrada dins d'un grup escolar amb les comunes properes formant una escola dispersa.

## Poblacions més properes
El següent diagrama mostra les poblacions més properes.